# 오스트레일리아 항공
오스트레일리아 항공(영어: Australian Airlines)은 2001년에 설립되어 2006년 콴타스 항공에 합병된 오스트레일리아의 항공사이다. 허브 공항은 케언스 공항, 시드니 공항으로 오스트레일리아 최대의 국내선 항공기를 편성했던 항공사 중 하나이기도 했다.

## 역사
콴타스 항공이 100% 출자하여 2001년 설립했다. 주로 목적지는 이용자를 대상으로 한 항공사로 케언스 공항을 허브 공항으로 보잉 767-300ER 항공기를 전 좌석 이코노미 사양을 운항했다. 콴타스 항공 계열이 있지만 회사의 마일리지 프로그램 콴타스 상용 고객 우대 마일이 적립되지 않았다. 2006년 7월 콴타스 항공은 2대 브랜드 전략의 일환으로 7월에 운항을 중지와 동시에 콴타스 항공에 합병되었다.

## 운항 노선
오스트레일리아 항공은 다음과 같이 운항했었다.
- 오스트레일리아
  - 케언스 – 케언스 국제공항 (허브 공항)
  - 다윈 – 다윈 국제공항
  - 골드코스트 – 골드코스트 공항
  - 멜버른 – 멜버른 공항
  - 퍼스 – 퍼스 공항
  - 시드니 – 시드니 공항 (준허브 공항)
- 홍콩
  - 홍콩 - 홍콩 국제공항
- 인도네시아
  - 덴파사르 - 응우라라이 국제공항
- 일본
  - 후쿠오카 – 후쿠오카 공항
  - 나고야 – 주부 센트리어 국제공항
  - 오사카 – 간사이 국제공항
  - 삿포로 – 신치토세 공항
- 말레이시아
  - 코타키나발루 – 코타키나발루 국제공항
- 싱가포르
  - 싱가포르 – 싱가포르 창이 국제공항
- 중화민국
  - 타이베이 – 타이완 타오위안 국제공항

## 퇴역 기종
- 보잉 767-300ER 5대

## 같이 보기
- 콴타스 항공
- 제트커넥트
- 제트스타 항공
- 오스트레일리아 아시아 항공
- 콴타스 프레이트